# Dolly (песня)
«Dolly» — песня американских рэперов Lil Tecca и Lil Uzi Vert, выпущенный 18 сентября 2020 года как четвётрый сингл из дебютного студийного альбома Lil Tecca Virgo World. Трек был спродюсирован BRackz, C4Bombs и TXBITHETEENVGER.

## История
Первоначально песня просочилась в сеть в 2018 году, на ней был только Lil Uzi Vert, а в 2019 году был сделан ремикс от Lil Tecca. Саймир подтвердил, что его куплет присутствует на более новой версии в 2020 году. Песня названа в честь сестры рэпера Янг Тага, Долли Уайт.

## Отзывы
Орландо Доулатт из Urban Islandz назвал флоу Lil Tecca на треке «гладким, но интересным» и похвалил куплет Lil Uzi Vert, назвав его «опаляющим».

## Видеоклип
Официальное видео было выпущено 18 сентября 2020 года, оно было снято Коулом Беннеттом.

## Чарты
| Чарт (2020)                          | Высшая позиция |
| ------------------------------------ | -------------- |
| Global 200 (Billboard)               | 132            |
| Canada (Canadian Hot 100)            | 63             |
| New Zealand Hot Singles (RMNZ)       | 15             |
| US Billboard Hot 100                 | 80             |
| US Hot R&B/Hip-Hop Songs (Billboard) | 26             |
| US Hot Rap Songs (Billboard)         | 25             |